# Frederick Cavendish-Bentinck
Pour les articles homonymes, voir Cavendish-Bentinck.
Lord Frederick Cavendish-Bentinck (2 novembre 1781 - 10 février 1828), connu sous le nom de Lord Frederick Bentinck, est un soldat britannique et un homme politique. 
Le plus jeune enfant et quatrième fils de William Cavendish-Bentinck (3e duc de Portland) et de Lady Dorothy Cavendish, il fréquente l'école de Westminster avant de rejoindre l'armée . 

## Carrière militaire
Entré dans l'armée britannique en 1797 en tant que enseigne du 32e Régiment de fantassins, il achète ensuite la promotion de lieutenant puis de capitaine du 24e Light Dragoons . Placé à demi-solde, Bentinck est attaché aux armées russe et autrichienne combinées en Italie pendant la Deuxième Coalition au cours de laquelle il participe aux batailles de Novi (1799) et de Marengo (1800), ainsi qu'au siège d'Alexandrie (1801) . 
Il reprend ses fonctions au sein de l'armée britannique en tant que capitaine du 52nd Foot (les 24th Light Dragoons ayant été démantelés). En mars 1804, il achète une promotion au grade de major du 45th Foot puis un mois plus tard, au grade de lieutenant colonel au Royal Fusiliers. L'année suivante, il échange sa place de lieutenant colonel du 7th Foot pour une nomination en tant que commandant de compagnie dans les Grenadier Guards. Aux côtés des gardes, Bentinck sert en Sicile, assiste à la bataille de La Corogne (où son frère aîné, Lord William Bentinck commande une brigade de la même division) et participe à la campagne de Walcheren avant de retourner en Espagne et au Portugal pour le reste de la Guerre d'indépendance espagnole . Bentinck devient lieutenant-colonel à la tête du 1st Foot Guards en 1814 (poste qu'il occupe jusqu'en 1821) , et est promu major général en 1819. De plus, en 1819, il est nommé capitaine-commandant de la troupe de cavalerie des volontaires de Mansfield. La dernière nomination militaire de Bentinck est le poste honorifique de colonel du régiment du 58th Foot. 

## Carrière politique
Son cousin, Thomas Thynne (2e marquis de Bath) approche Cavendish-Bentinck pour lui demander de devenir député après la fin des guerres napoléoniennes. Thynne et sa famille contrôlent l'arrondissement de Weobley dans le Herefordshire et acceptent que Bentinck soit élu sans opposition pour Weobley en 1816, succédant à William Bathurst (5e comte Bathurst), nommé vice-scrutateur à la réception de l'échiquier . Aux élections générales de 1818 et 1820, Cavendish-Bentinck est de nouveau réélu sans opposition pour Weobley ,. 
En 1824, il quitte son siège à Weobley à la demande du marquis de Bath et est invité par le duc de Wellington à devenir député de Queenborough sur l'île de Sheppey, dans le Kent . Queenborough est un arrondissement contrôlé par le Board of Ordnance que Wellington dirige en tant que maître général de l'Ordnance. Cavendish-Bentinck est nommé député de Queenborough en mars 1824. En dépit de son statut d’arrondissement pourri et de son contrôle important par le Board of Ordnance, ses électeurs sont indépendants d’esprit. Lors des élections générales de 1826, Cavendish-Bentinck perd son siège . 
Un retour à la vie politique est envisagé par le biais de la famille de son épouse, principalement son père William Lowther (1er comte de Lonsdale) qui envisage de placer Cavendish-Bentenick à Carlisle et à Cockermouth, ce dernier étant considéré comme un bourg de poche sous le contrôle de Lonsdale ,. Cependant, Cavendish-Bentinck tombe malade et il n’a pas repris sa place en politique. 
Il est un député peu assidu à la Chambre des communes, mais vote généralement pour le camp conservateur conformément aux souhaits de ses parrains . Il semble n'avoir jamais pris la parole au Parlement et le Hansard n'a aucune contribution de sa part.

## Vie privée
Il épouse le 16 septembre 1820 Lady Mary Lowther, deuxième fille de William Lowther (1er comte de Lonsdale), et ils ont un fils, George Cavendish-Bentinck né le 9 juillet 1821 . En 1826, il tombe malade d'une fissure anale. Après un avis médical, il se rend en Italie pour se rétablir. Il meurt à Rome le 10 février 1828 .